# Sésamath
 (décembre 2020).
Si vous disposez d'ouvrages ou d'articles de référence ou si vous connaissez des sites web de qualité traitant du thème abordé ici, merci de compléter l'article en donnant les références utiles à sa vérifiabilité et en les liant à la section « Notes et références ».
Le groupe Sésamath commence ses travaux en 1998. En 2001, il se constitue en association loi de 1901, dont la vocation première est le développement d'échanges entre professeurs de mathématiques à travers l'usage des TICE (technologies de l'information et de la communication pour l'enseignement). L'association diffuse gratuitement, via internet, des ressources pédagogiques et des outils professionnels utilisés pour l'enseignement des mathématiques. Elle se veut proche des associations qui ont émergé dans d'autres disciplines, comme les Clionautes (créé en 1998). Si l'association veut rester de taille modeste au niveau de ses membres (moins d'une centaine) pour en faciliter la gestion, son réseau est bien plus large. Par exemple, elle a plus de 34 000 abonnés à sa lettre d'information qui décrit l'avancement de ses différents projets.

## Historique
Fondée par des enseignants qui mettaient en ligne des documents pédagogiques, la première activité de Sésamath a été de fédérer ces différents lieux d'échanges pour créer des espaces plus fournis et  plus visibles où chacun pouvait déposer ses productions, offrant ainsi la possibilité aux professeurs de disposer de ressources numériques modifiables qu'ils peuvent utiliser et adapter à leur guise en classe.
Bien que rapidement populaires, ces sites ont essuyé deux critiques principales :
- l'une venant de la communauté du logiciel libre qui reprochait à Sésamath de favoriser le format de la suite Microsoft Office et donc d'en faire la promotion ;
- l'autre de l'institution qui reprochait à Sésamath de diffuser à grande échelle des documents dont certains pouvaient être de qualité pédagogique douteuse.

Dans un deuxième temps, certains projets de Sésamath ont adopté un autre type de fonctionnement : celui de la conception collaborative de ressources. C'est le cas de Mathenpoche, des cahiers Mathenpoche et des manuels Sésamath où chaque rédacteur (ou développeur) prend en charge une petite partie de l'ensemble et où la relecture est collective.
Ces méthodes, proches de celles utilisées par les développeurs de logiciels libres, permettent de gagner rapidement sur la qualité des productions.

## Sésamath et l'édition
Sésamath s'appuie sur la complémentarité qui existe entre une diffusion gratuite sur internet et une édition sur papier qui, elle, est forcément payante. Cette dernière fournit à l'association l'essentiel de ses ressources.
Dans le domaine éditorial, Sésamath a franchi un pas en favorisant la rédaction d'un manuel scolaire libre et en s'implantant ainsi dans un domaine qui était jusque-là réservé aux grandes sociétés d'édition.

## Manuels et cahiers de mathématiques
Sésamath, en tant qu'association, est l'auteur de plusieurs manuels scolaires et de cahiers d'exercices en mathématiques.
Ces ouvrages sont disponibles en téléchargement sur leur site sous licence libre GNU-FDL et CC-By-SA, aux formats PDF et OpenDocument.
Les différents ouvrages sont aussi édités et commercialisés en version papier.

### Manuels Sésamath

#### Manuels pour le collège
- Manuel Sésamath de Cycle 4 (5e, 4e et 3e), édité par Magnard
  - édition 2016  (ISBN 978-2210106345)
- Manuel Sésamath 6e, édité par Génération 5, société d'édition et de distribution de logiciels éducatifs créée en 1988.
  - édition 2009  (ISBN 978-2952417464)
  - édition 2013  (ISBN 978-2362461996)
- Manuel Sésamath 5e, édité par Génération 5
  - édition 2006  (ISBN 978-2952417419)
  - édition 2010  (ISBN 978-2952417471)
- Manuel Sésamath 4e, édité par Génération 5
  - édition 2007  (ISBN 978-2952417440)
  - édition 2011  (ISBN 978-2952417488)
- Manuel Sésamath 3e, édité par Génération 5
  - édition 2008  (ISBN 978-2952417457)
  - édition 2012  (ISBN 978-2362461965)

#### Manuels pour le lycée
- Manuel Sésamath 2nde GT, édité par Magnard
  - édition 2014  (ISBN 978-2210100428)
- Manuel Sésamath 1ère S, édité par Magnard
  - édition 2015  (ISBN 978-2-210-10467-9)
- Manuel Sésamath Tle S, enseignement obligatoire, édité par Magnard
  - édition 2016  (ISBN 978-2-210-10559-1)
- Manuel Sésamath Tle S, enseignement de spécialité, édité par Magnard
  - édition 2016  (ISBN 978-2-210-10561-4)

#### Cahiers d’exercices
Les cahiers d'exercices se sont initialement appelés Cahiers Mathenpoche, puis Cahiers Sésamath

##### Cahiers Mathenpoche
- Cahier Mathenpoche 6e
  - édition 2005  (ISBN 978-2952417402), édité par le réseau Scérén et Génération 5
  - édition 2009  (ISBN 978-2909717647), édité par Transfaire SARL
- Cahier Mathenpoche 5e
  - édition 2006  (ISBN 978-2952417426), édité par le réseau Scérén et Génération 5
  - édition 2010  (ISBN 978-2909717715), édité par Transfaire SARL
- Cahier Mathenpoche 4e
  - édition 2007  (ISBN 978-2952417433), édité par le réseau Scérén et Génération 5
- Cahier Mathenpoche 3e
  - édition 2008  (ISBN 978-2909717586), édité par le réseau Scérén et Génération 5

##### Cahiers Sésamath
- Cahier Sésamath CM2, édité par Retz
  - édition 2013  (ISBN 978-2725632292)
- Cahier Sésamath 6e, édité par Magnard
  - édition 2011  (ISBN 978-2210211018)
  - édition 2015  (ISBN 978-2210104631)
  - édition 2017  (ISBN 978-2210107816)
- Cahier Sésamath 5e, édité par Magnard
  - édition 2010  (ISBN 978-2210211025)
  - édition 2015  (ISBN 978-2210104648)
  - édition 2017  (ISBN 978-2210107823)
- Cahier Sésamath 4e, édité par Magnard
  - édition 2011  (ISBN 978-2210211032)
  - édition 2015  (ISBN 978-2210104655)
  - édition 2017  (ISBN 978-2210107830)
- Cahier Sésamath 3e, édité par Magnard
  - édition 2012  (ISBN 978-2210211087)
  - édition 2015  (ISBN 978-2210104662)
  - édition 2017  (ISBN 978-2210107847)
- Cahier Sésamath 2nde Pro

## Récompenses internationales
- 2006 : Lutèce d'or de « la communauté la plus active dans la promotion et dans la diffusion des logiciels libres »[2].
- 2007 : mention d'honneur pour le Prix UNESCO-Roi Hamad Bin Isa Al-Khalifa pour l’utilisation des technologies de l’information et de la communication (TIC) dans l’éducation[3].

## Projets fédérés
L'association fédère une douzaine de projets :
- des exercices permettant aux élèves de travailler en autonomie avec l'ordinateur : AmiCollège, Mathenpoche.
- des outils aidant le professeur à rédiger des documents mathématiques : Cmath, CmathOOo.
- des ressources pédagogiques sur support papier : Le Manuel Sésamath et les Cahiers MathenPoche, la forge collaborative MutuaMaths ;
- des outils de communication entre enseignants : Les-Mathématiques.net ;
- les outils du Labo virtuel de mathématiques :  CasenPoche, InstrumenPoche, TracenPoche ;
- une revue en ligne traitant de l'intégration des TICE dans l'enseignement des mathématiques : MathémaTICE.
- Un logiciel libre de géométrie dynamique multiplateforme et beaucoup plus riche qu'il n'y parait: mathgraph32
- J3P : un format de parcours pédagogiques qui peuvent enchainer des activités variées reliées par des branchements conditionnels.

La page d'entrée du  site de l'association donne l'accès aux ressources suivantes :
- MathémaTICE, la revue en ligne au sujet des TICE dans l'enseignement des mathématiques ;
- Sésaprof, Les mathématiques ensemble, l'espace dédié aux professeurs ;
- manuels Sésamath et cahiers Mathenpoche, les premiers manuels scolaires sous licence libre ;
- LaboMEP : un laboratoire virtuel pour l'enseignement des mathématiques ;
- Mathenpoche : les mathématiques à la maison.

## Sésamath Suisse romande
L'association Sesamath Suisse romande fut fondée le 28 octobre 2009 dans le but de mettre à disposition, par le biais d'internet, des ressources pédagogiques et des outils professionnels utilisés pour l’enseignement des mathématiques. Sésamath Suisse romande chapeaute actuellement deux projets :
- Projet Manuel CO (secondaire I) : Création d'un moyen d'enseignement libre de droits qui soit compatible avec le Plan d'Étude romand et adaptation des ressources informatiques de Sésamath (mathenpoche, LaboMep, Kidimath, manuels électroniques). Le manuel 9e degré HarmoS a été terminé en juin 2010.
- Projet Manuel collège 1re : Création d'un moyen d'enseignement pour la 1re année du collège (lycée en France), libre de droit et imprimable en couleur au format A4 recto/verso. Ce manuel a été édité en août 2010.